# Peritrichia kochi
Peritrichia kochi är en skalbaggsart som beskrevs av Schein 1959. Peritrichia kochi ingår i släktet Peritrichia och familjen Melolonthidae. Inga underarter finns listade i Catalogue of Life.